# Lytschyny
Lytschyny (ukrainisch Личини; russisch Личины Litschiny, polnisch Liczyny) ist ein Dorf im Norden der ukrainischen Oblast Wolyn mit etwa 680 Einwohnern (2001).

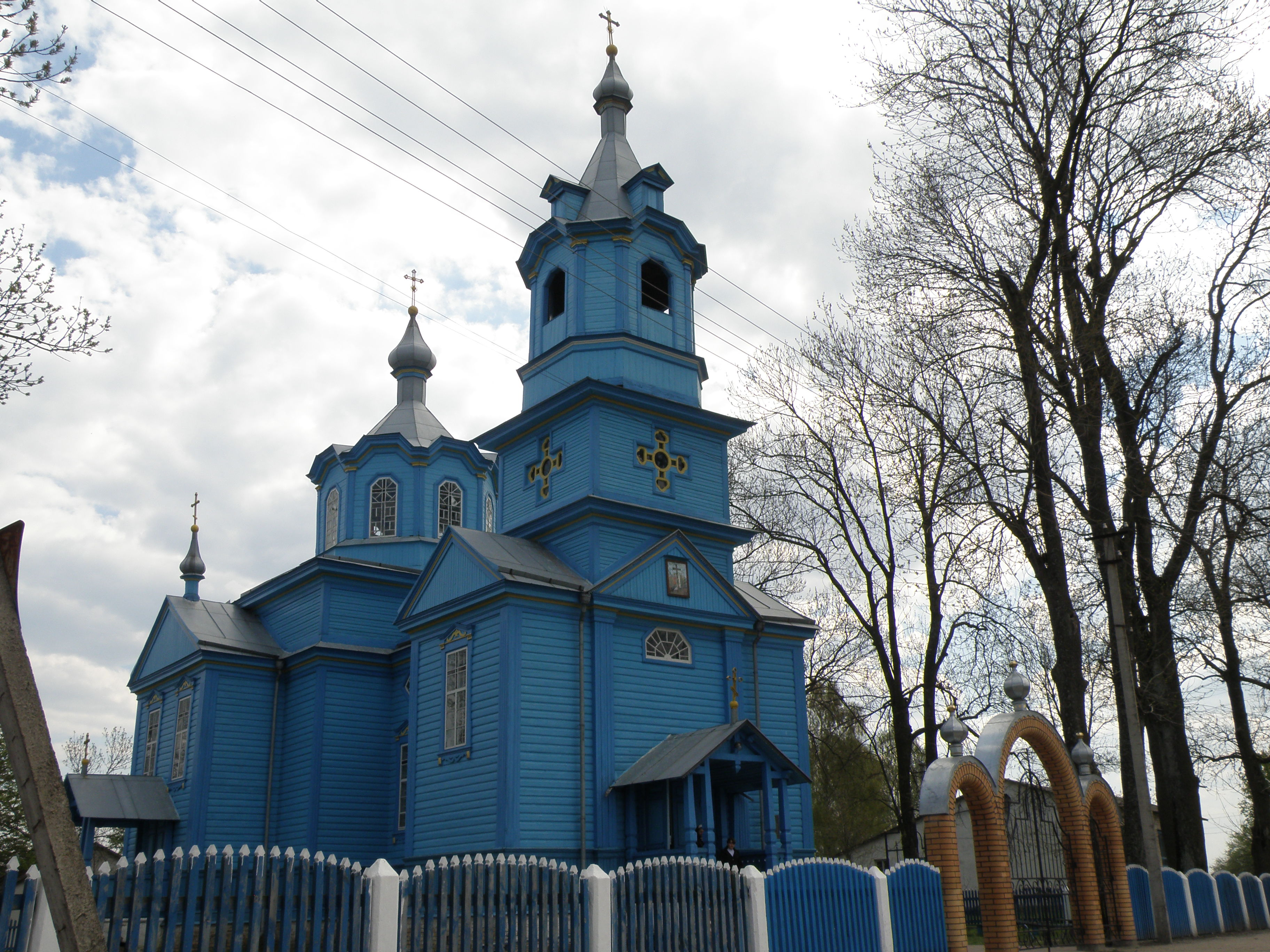
Kirche der Erhöhung des Heiligen Kreuzes im Dorf

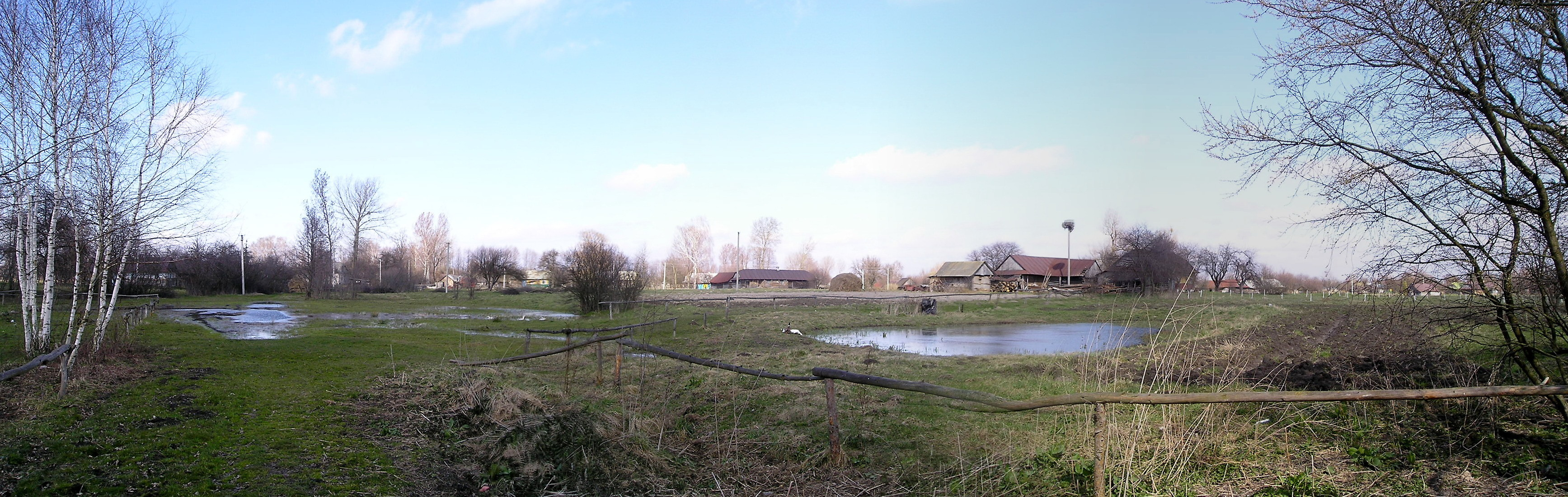
Blick auf das Dorf

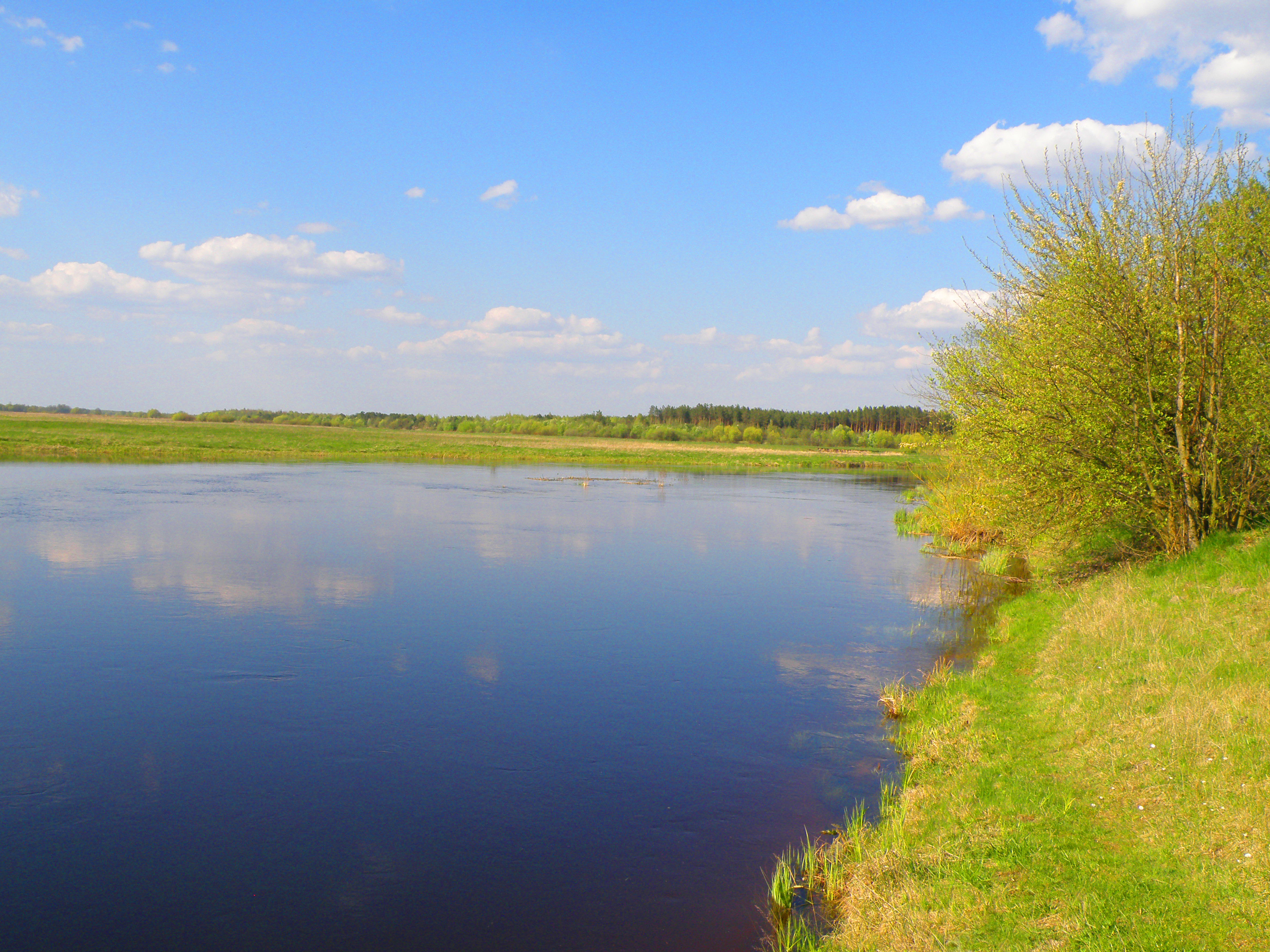
Die Turija bei Lytschyny

In dem erstmals Ende des 16. Jahrhunderts schriftlich erwähnten Dorf befindet sich die hölzerne Kirche der Erhöhung des Heiligen Kreuzes aus dem Jahr 1907, die an Stelle einer Vorgängerkirche hier errichtet wurde.
Die Ortschaft liegt auf einer Höhe von 163 m am rechten Ufer der Turija, einem 184 km langen Nebenfluss des Prypjat, 27 km südwestlich vom Rajonzentrum Kamin-Kaschyrskyj, 34 km nördlich der Stadt Kowel und 97 km nordwestlich vom Oblastzentrum Luzk.
Am 12. Juni 2020 wurde das Dorf ein Teil der Landgemeinde Soschytschne; bis dahin bildete das Dorf die gleichnamige Landratsgemeinde Lytschyny (Личинівська сільська рада/Lytschyniwska silska rada) im Südwesten des Rajons Kamin-Kaschyrskyj.